# 人氣妹妹與受難的我
《人氣妹妹與受難的我》（女子モテな妹と受難な俺）是由夏綠著作、GIN插畫的輕小說。2010年11月18日起在小學館《GAGAGA文庫》開始連載。作品的單行本由小學館GAGAGA文庫發行，繁體中文版由東立出版社代理發行。

## 劇情簡介
男主角日向明日太是一個平凡長相的高中生，卻因為妹妹日向今日子擾亂了自己的日常。今日子是個才色兼備，擔任水球社的王牌堪稱文武雙全，不論男女皆有著高人氣的高領之花。明日太則是喜歡佛像寺廟認為女性是妨害悟道的惡魔，卻時時刻刻被妹妹和妹妹的女性友人誘惑。

## 登場人物
日向 明日太
高中二年級，熱愛佛像，興趣是寺廟參拜、製作佛像模型和抄經。比叡和高野是佛像同好會的成員。
同時被三人告白，最後選擇三劍凛世。
日向 今日子
高中一年級。
明日太的妹妹，是水球部的王牌。很黏哥哥。非常受女生歡迎。
三劍 凛世
今日子水球社的好友，不擅長接觸男生，對今日子抱有好感，認為明日太會干擾接觸今日子，想盡辦法排除。最後發現自己喜歡上明日太。和明日太告白，最後明日太選擇凛世。
草野 小麥
今日子的好友兼保健委員。對於今日子抱有好感。討厭男人，興趣是培養黏菌，最喜歡盤基網柄菌，而且會對黏菌命名，是一個培養黏菌狂熱者。存在感不高會用口頭禪吸引明日太注意。有一個姐姐，並且表明喜歡今日子。
根雪 緋影
今日子水球部的它校王牌(位置：自由後衛)，對今日子抱有好感，行為舉止帶有中二病的行為，有時會做出超越常識的事情例如在窗外監視等行為。
比叡、高野
明日太的朋友，同樣是佛像同好會的成員，一同學習悟道。

## 輕小說
| 集數 | Media Factory  | Media Factory          | 東立出版社     | 東立出版社             |
| 集數 | 初版發售日期   | ISBN                   | 初版發售日期   | ISBN                   |
| ---- | -------------- | ---------------------- | -------------- | ---------------------- |
| 1    | 2010年11月18日 | ISBN 978-4-09-451241-0 | 2012年5月11日  | ISBN 978-986-10-9944-6 |
| 2    | 2011年4月19日  | ISBN 978-4-09-451266-3 | 2012年9月6日   | ISBN 978-986-317-836-1 |
| 3    | 2011年9月17日  | ISBN 978-4-09-451294-6 | 2012年11月26日 | ISBN 978-986-324-245-1 |
| 4    | 2012年3月16日  | ISBN 978-4-09-451328-8 | 2013年1月24日  | ISBN 978-986-324-714-2 |
| 5    | 2012年10月18日 | ISBN 978-4-09-451372-1 | 2013年7月8日   | ISBN 978-986-332-962-6 |
| 6    | 2013年3月19日  | ISBN 978-4-09-451400-1 | 2013年11月25日 | ISBN 978-986-337-654-5 |
| 7    | 2013年7月18日  | ISBN 978-4-09-451426-1 | 2014年6月16日  | ISBN 978-986-365-015-7 |
| 8    | 2013年12月18日 | ISBN 978-4-09-451458-2 | 2015年8月17日  | ISBN 978-986-431-961-9 |
| 9    | 2014年5月20日  | ISBN 978-4-09-451486-5 | 2016年1月25日  | ISBN 978-986-462-818-6 |

## 外部連結
- 小說各卷列表（日語）